# Мюнхен (район)
Мюнхен (нем. München) — район в Германии. Центр района — город Мюнхен. Район входит в землю Бавария. Подчинён административному округу Верхняя Бавария. Занимает площадь 667,27 км². Население — 319 573 чел. (31 декабря 2009). Плотность населения — 474 человека/км².
Официальный код района — 09 1 84.
Район подразделяется на 29 общин.

## Города и общины

Муниципалитеты района Мюнхен (Бавария)

Города
1. Гархинг-бай-Мюнхен (15 224)
2. Унтершлайсхайм (26 453)

Свободные от управления общин
Общины
1. Айинг (4 257)
2. Ашхайм (6 700)
3. Байербрунн (2 792)
4. Брунталь (4 606)
5. Грасбрунн (5 917)
6. Грефельфинг (12 922)
7. Грюнвальд (10 901)
8. Зауэрлах (6 294)
9. Исманинг (14 810)
10. Кирххайм-бай-Мюнхен (12 154)
11. Нойбиберг (13 333)
12. Нойрид (7 780)
13. Оберхахинг (12 298)
14. Обершлайсхайм (11 424)
15. Оттобрунн (19 686)
16. Планегг (10 661)
17. Пуллах-им-Изарталь (8 720)
18. Пуцбрунн (5 792)
19. Тауфкирхен (17 590)
20. Унтерфёринг (7 711)
21. Унтерхахинг (21 681)
22. Фельдкирхен (5 859)
23. Хар (18 078)
24. Хёэнкирхен-Зигертсбрунн (9 272)
25. Хоэнбрунн (8 667)
26. Шефтларн (5 510)
27. Штраслах-Дингхартинг (2 868)

## Население
По оценке на 31 декабря 2015 года население района составляет 340 003 человека.
| Дата      | 1840  | 1871  | 1900  | 1925  | 1939  | 1950  | 1961   | 1970   | 1987   | 2011   |
| --------- | ----- | ----- | ----- | ----- | ----- | ----- | ------ | ------ | ------ | ------ |
| Население | 12393 | 14739 | 20521 | 35967 | 59377 | 96475 | 123533 | 168634 | 250158 | 317248 |

| Год       | 1960   | 1970   | 1980   | 1990   | 2000   | 2009   | 2010   | 2011   | 2012   | 2013   | 2014   | 2015   |
| --------- | ------ | ------ | ------ | ------ | ------ | ------ | ------ | ------ | ------ | ------ | ------ | ------ |
| Население | 126178 | 174621 | 249027 | 266737 | 295247 | 319573 | 323015 | 320855 | 325744 | 329981 | 332800 | 340003 |

## Внешние ссылки
- Официальная страница (нем.)